# 卡巴萊區

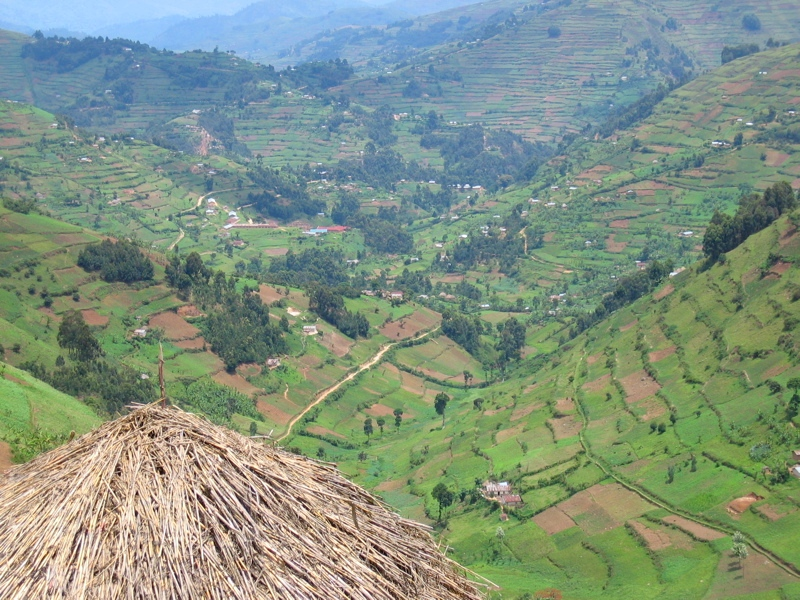

卡巴萊區是非洲中部國家烏干達的一個區，由西部區負責管轄，首府是卡巴萊，總面積1,827平方公里，距離首都坎帕拉約420公里，東面和南面與鄰國盧旺達接壤，2010年人口估計為580,600。